# Macgregoromyia syusiro
Macgregoromyia syusiro är en tvåvingeart som beskrevs av Alexander 1955. Macgregoromyia syusiro ingår i släktet Macgregoromyia och familjen storharkrankar. Inga underarter finns listade i Catalogue of Life.